# 馬泰拉省
馬泰拉省（義大利語：Provincia di Matera）是意大利巴西利卡塔大区的一個省。面積3,447平方公里，2016年（7月31日）人口6,0347人。首府馬泰拉。下分31市鎮。